# جرنگاکووو
جرنگاکووو (به لهستانی:  Dzierniakowo) یک روستا در لهستان است که در گمینا گرودک واقع شده‌است.